# 加永广场

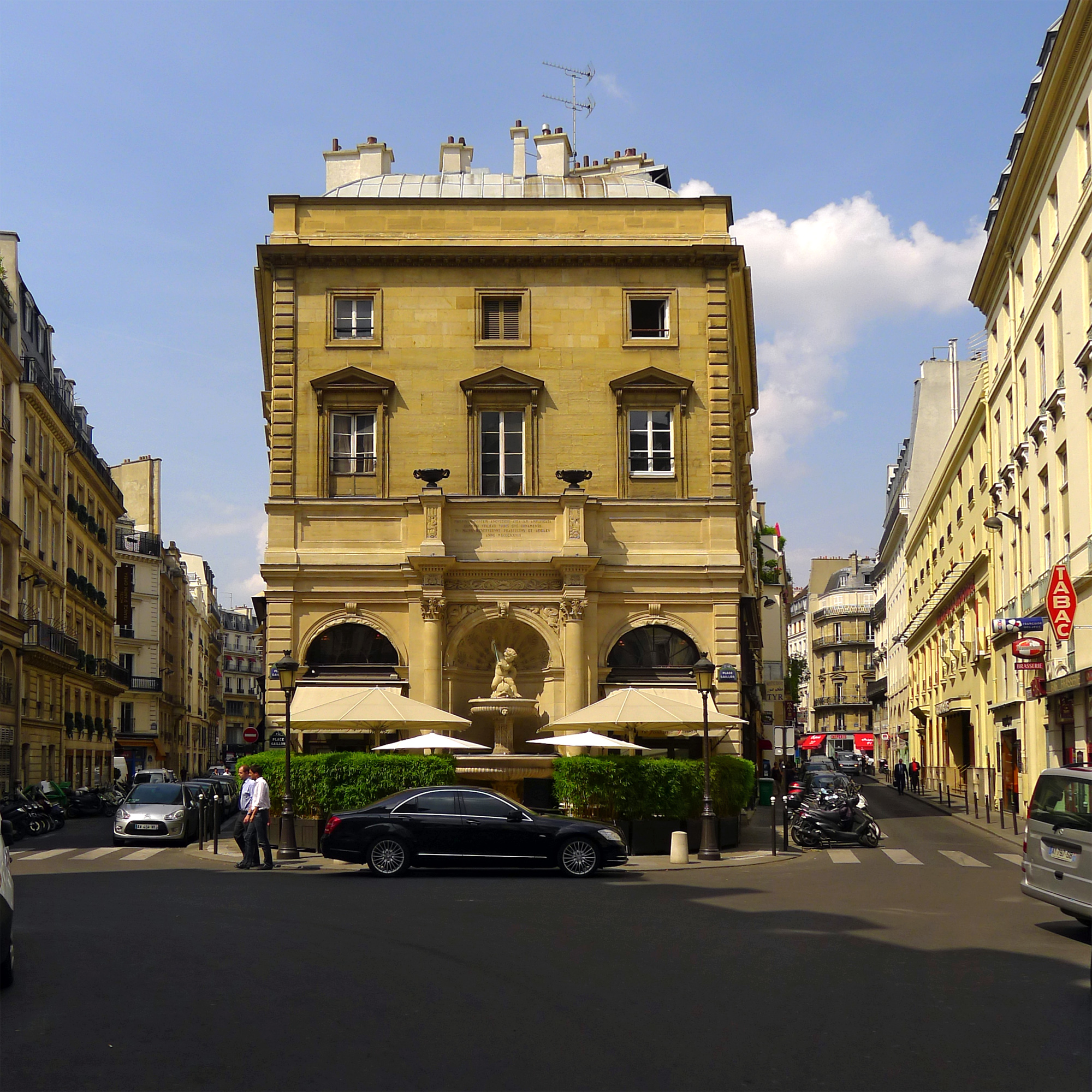

加永广场（Place Gaillon）是法国巴黎第二区西北部的一个广场，大致呈梯形，长约25米，宽约15米。广场西侧是马翁路（rue de Port-Mahon），东侧是米绍迪耶尔路（rue de La Michodière）,广场南侧的东西向道路是圣奥古斯丁路（Rue Saint-Augustin），广场北面是一座建筑。广场向南则是加永路（rue Gaillon）。

## 名称
广场得名于附近的加永路，而后者的名称又来源于原加永府邸（hôtel de Gaillon），现在是圣罗格堂的所在地。

## 历史
从1700年到1778年，这个广场称为“加永路口”（carrefour Gaillon），是圣奥古斯丁路和加永路的交叉口。广场于1936年改为现名。

## 建筑
加永喷泉（fontaine Gaillon）位于广场北面大楼正立面的中心。
广场东南侧的德胡昂饭店，是龚古尔文学奖和勒诺多文学奖的评选地点。

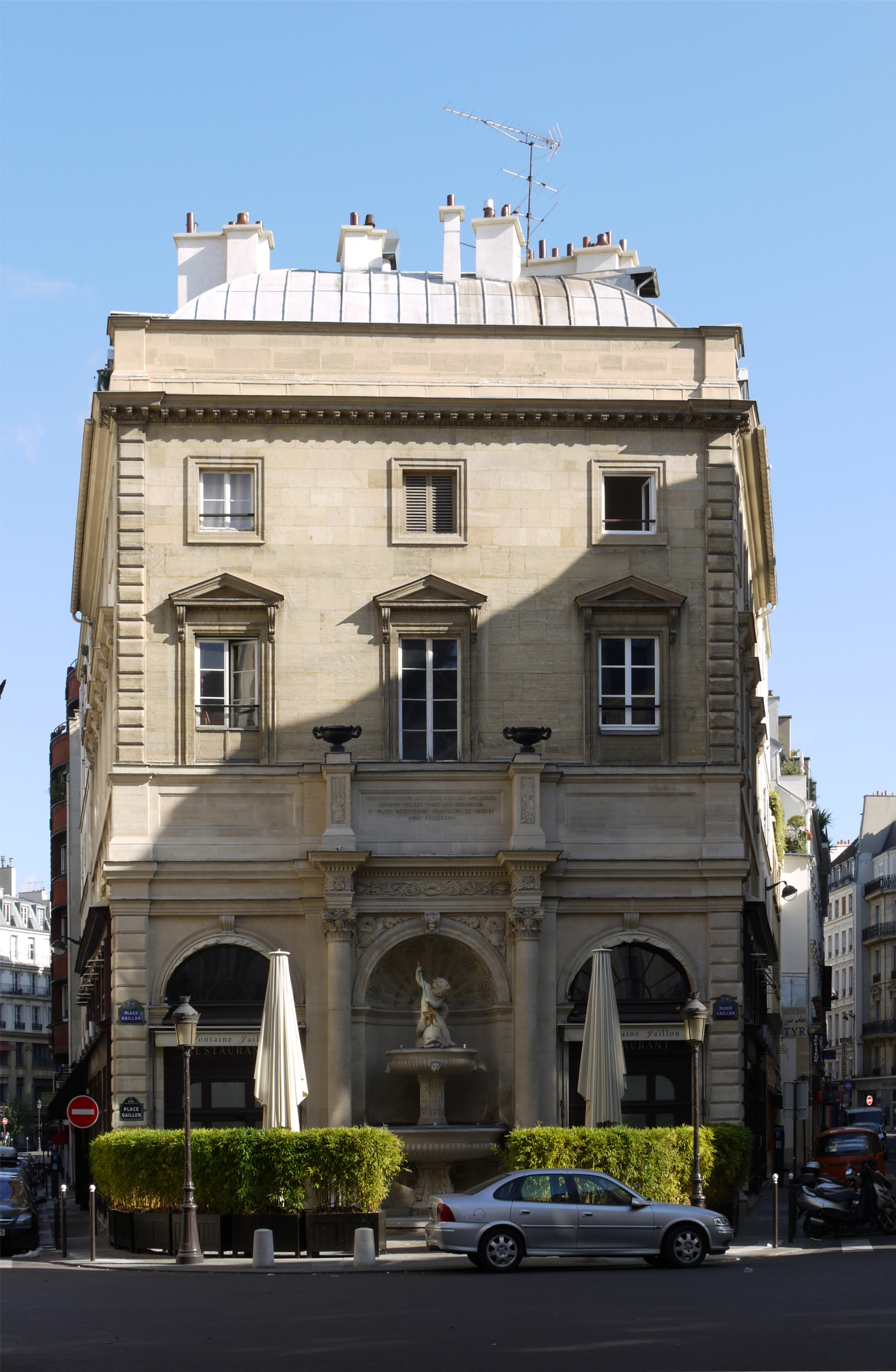
加永喷泉
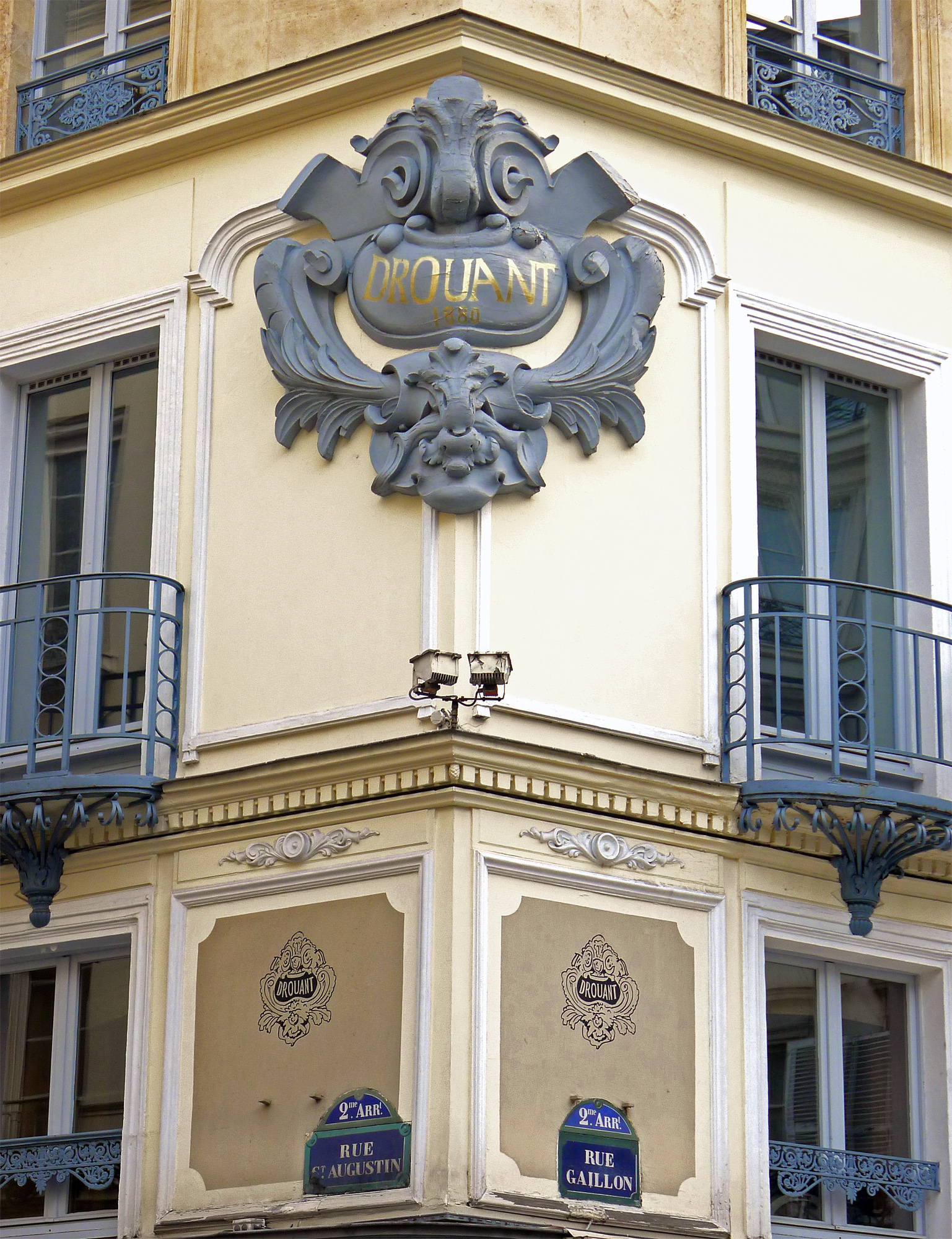
德胡昂饭店

## 文学
在埃米尔·左拉的《家常事》（Pot-Bouille）中，故事发生在一座位于歌剧院附近的新建筑中，位于新圣奥古斯丁路和米绍迪耶尔路的交叉口。在《妇女乐园》（Au Bonheur des Dames）中，左拉的女主角丹尼斯在加永广场的一家百货公司工作。.